# Chunowski
Chunowski – polski herb szlachecki, odmiana herbu Janina.

## Opis herbu
W polu błękitnym okrągła tarcza srebrna ze szpicem pośrodku. 
Klejnot trzy pawie pióra. 
Labry błękitne podbite srebrem.